# ماري إلين ترينور
ماري إلين ترينور (بالإنجليزية: Mary Ellen Trainor)‏ هي ممثلة أمريكية، ولدت في 8 يوليو 1952 بسان فرانسيسكو في الولايات المتحدة، وتوفيت في 20 مايو 2015 في الولايات المتحدة بسبب سرطان.

## أعمال

### أفلام
- (1984) مغازلة الحجر[5]
- (1987) السلاح القاتل[6][7][8]
- (1988) موت قاسي[9][10][11]
- (1990) طيور النار
- (1992) الموت أصبح هي[12]
- (1994) فورست غامب
- (1996) قرار إداري[13]
- (2003) الجمعة العجيبة[14][15]

## وصلات خارجية
- ماري إلين ترينور على موقع IMDb (الإنجليزية)
- ماري إلين ترينور على موقع ألو سيني (الفرنسية)
- ماري إلين ترينور على موقع أول موفي (الإنجليزية)
- ماري إلين ترينور على موقع قاعدة بيانات الأفلام السويدية (السويدية)
- ماري إلين ترينور على موقع قاعدة بيانات الفيلم (الإنجليزية)
- ماري إلين ترينور على موقع كينوبويسك (الروسية)